# Hrvatski kup u boćanju
Kup Hrvatske u boćanju za klubove se igra od 1991. godine.

## Pobjednici i finalisti
| godina | pobjednik                       | finalist                            |
| ------ | ------------------------------- | ----------------------------------- |
| 1991.  | Zrinjevac - Holtikultura Zagreb | Nada Split                          |
| 1992.  | Zrinjevac - Holtikultura Zagreb | Istra Poreč                         |
| 1993.  | Zrinjevac Zagreb                |                                     |
| 1994.  | Zrinjevac Zagreb                | Gorčina Omiš                        |
| 1995.  | PPK-Puris Pazin                 | Zrinjevac Zagreb                    |
| 1996.  | Rikard Benčić Rijeka            | Zrinjevac Zagreb                    |
| 1997.  | Zrinjevac Zagreb                | Pula                                |
| 1998.  | Rikard Benčić Rijeka            | Zrinjevac Zagreb                    |
| 1999.  | Zrinjevac Zagreb                | Istra Poreč                         |
| 2000.  | Rikard Benčić Rijeka            | Zrinjevac Zagreb                    |
| 2001.  | Podhum                          | Solaris Šibenik                     |
| 2002.  | Zrinjevac Zagreb                | Istra Poreč                         |
| 2003.  | Istra Poreč                     | Zrinjevac Zagreb                    |
| 2004.  | Trio Grading-kuk Buzet          | Podhum KWSO                         |
| 2005.  | Trio Buzet                      | Solaris Šibenik                     |
| 2006.  | Zrinjevac Zagreb                | Trio Buzet                          |
| 2007.  | Trio Buzet                      | Benčić Vargon Rijeka                |
| 2008.  | Trio Buzet                      | Nada Split                          |
| 2009.  | Solaris Šibenik                 | Zrinjevac Zagreb                    |
| 2010.  | Trio Buzet                      | Komolac (Dubrovnik - Nova Mokošica) |
| 2011.  | Istra Poreč                     | Trstena Njivice                     |
| 2012.  | Trio Pazin                      | Salona Solin                        |
| 2013.  | Nada Split                      | Zrinjevac Zagreb                    |
| 2014.  | Gorčina Omiš                    | Pula                                |
| 2015.  | Croatia Šibenik                 | Marinići                            |
| 2016.  | Pazin                           | Kastav                              |
| 2017.  | Marinići                        | Sveti Luka Josipovac, Osijek        |

## Vječna ljestvica
- 8
  - Zrinjevac - Zagreb
- 5
  - Trio - Buzet
- 3 
  - Rikard Benčić (Vargon) - Rijeka
- 2 
  - Istra - Poreč
  - Trio Pazin / Pazin
- 1
  - Nada - Split
  - Solaris Šibenik
  - PPK Puris Pazin
  - Podhum
  - Gorčina Omiš
  - Croatia Šibenik
  - Marinići

 po broju osvojenih naslova 

zaključno s 2016. 

## Poveznice
- Prvenstva Hrvatske u boćanju
- Kup Jugoslavije u boćanju